# Facultatea de Transporturi (Universitatea Politehnica din București)

Vedere din Rectorat

Intrare Principala

Facultatea Transporturi din București face parte din Universitatea Politehnica din București (U.P.B) având o tradiție de peste 50 de ani.
În 1948 s-a înființat Facultatea de Căi Ferate. Un an mai târziu se înființează Institutul de Căi Ferate, iar în 1953, în cadrul Facultății de Electronică funcționează Catedra și Specializarea Centralizări și Semnalizări Feroviare (ulterior Telecomenzi Feroviare).
În anul 1959, Institutul de Căi Ferate se unește cu Institutul Politehnic București și se înființează Facultatea Transporturi. Cu începere din anul 1972, specializarea Telecomenzi Feroviare este transferată la Facultatea Transporturi, care asigură astfel patru specializări: Autovehicule rutiere (înființată în 1959), Material rulant de cale ferata, Ingineria transporturilor (înființată în 1948 sub denumirea Circulație și exploatare) și Telecomenzi feroviare.
În prezent, Facultatea are patru specializări la cursuri de zi: Autovehicule rutiere și Vehicule pentru transportul feroviar – în domeniul Inginerie mecanică, Ingineria transporturilor și a traficului – în domeniul Ingineria transporturilor și Telecomenzi și electronică în transporturi – în domeniul Inginerie electronică și telecomunicații.
Facultatea pregătește absolvenți în patru specializări pentru studii aprofundate (Economicitatea și securitatea autovehiculelor, Vehicule feroviare pentru mari viteze, Logistica transporturilor și Sisteme telematice pentru transporturi) și în specializarea Transport și trafic urban, la cursuri de master (cu durata de 2 ani).
În facultate este organizată și pregătirea prin doctorat, sub conducerea a șase profesori.
Absolvenții Facultății Transporturi au competențe în concepția, construcția și exploatarea vehiculelor rutiere și feroviare, trafic și siguranța circulației, managementul transporturilor, legislație în transporturi, electronică și telecomenzi în transporturi, sisteme inteligente de transport etc. Echilibrul între pregătirea fundamentala tehnica generală și de specialitate a creat posibilități de afirmare a profesionalismului absolvenților facultății și în alte sfere ale activității economico-sociale: administrație publică, comerț, asigurări, expertize tehnice etc. Calitatea pregătirii profesionale în concordanță cu cerințele pieței forței de muncă a făcut ca marea majoritate a absolvenților facultății să își găsească în scurt timp loc de muncă.
Numărul studenților din facultate este de circa 2300.
Cadrele didactice, studenții și personalul tehnic auxiliar desfășoară activități de cercetare științifică în cadrul catedrelor de specialitate și al centrelor de cercetare de pe lângă aceste catedre, concretizate în contracte de cercetare, articole și comunicări. Facultatea organizează, începând din 1982, sesiunea științifică „Economicitatea, securitatea și fiabilitatea autovehiculelor” devenită o manifestare europeană de referință în rândul specialiștilor din acest domeniu și a organizat numeroase alte manifestări științifice de prestigiu.
Facultatea Transporturi asigură pregătirea în inginerie pentru circa 550 de studenți pe an, dintre care 470 cu finanțare de la buget. Admiterea se face pe bază de concurs scris tip test grilă.